# Cacalotito
Cacalotito (Cacalote), pleme ili banda Concho Indijanaca koja je obitavala južno od rijeke Rio Grande, nasuprot teksaškog grada Presidio. Zajedno s Chizo Indijancima učerstvuju u ustanku iz 1684. koje je poveo Don Hernando de Obregon, utvrdivši se u La Junti. Cacalote su naselili pueblo San Juan Bautista zajedno s plemenima Conejo i Cholome. Brojno stanje u San Juanu 1714. bilo im je 165 (bez Conejosa) a 1747. 143. Nestali su u kasnom 18. stoljeću. Ne smiju se pobrkati s istočnim Cacalotima iz Tamaulipasa i Nuevo Leonea.

## Vanjske poveznice
- Cacalote Indians